# Лебедев, Игорь Владимирович (дипломат)
И́горь Влади́мирович Ле́бедев (5 марта 1945 — 24 марта 2006) — российский дипломат. Чрезвычайный и полномочный посол (1995).

## Биография
Родился в семье Владимира Семёновича Лебедева. Окончил Московский государственный институт международных отношений (МГИМО) МИД СССР (1968) и факультет повышения квалификации Дипломатической академии МИД. Кандидат исторических наук. Владел английским, испанским, немецким и французским языками. На дипломатической работе с 1974 года.
- В 1994—1998 годах — директор Историко-документального департамента МИД России.
- В 1998—2002 годах — генеральный консул России в Монреале (Канада).
- В 2002—2005 годах — заместитель директора Латиноамериканского департамента МИД России.
- С 28 февраля 2005 по 24 марта 2006 года — чрезвычайный и полномочный посол Российской Федерации на Ямайке и по совместительству в Антигуа и Барбуде и Содружестве Доминики[1].

Похоронен на Ваганьковском кладбище.

## Дипломатический ранг
- Чрезвычайный и полномочный посланник 1 класса (28 августа 1992)[2].
- Чрезвычайный и полномочный посол (10 ноября 1995)[3].

## Семья
Был женат, двое детей.